# Dabra
Dabra é uma cidade e um município no distrito de Gwalior, no estado indiano de Madhya Pradesh.

## Geografia
Dabra está localizada a 25° 54′ N, 78° 20′ L. Tem uma altitude média de 201 metros (659 pés).

## Demografia
Segundo o censo de 2001, Dabra tinha uma população de 56 665 habitantes. Os indivíduos do sexo masculino constituem 53% da população e os do sexo feminino 47%. Dabra tem uma taxa de literacia de 68%, superior à média nacional de 59,5%: a literacia no sexo masculino é de 75% and, female literacy is 59%. Em Dabra, 15% da população está abaixo dos 6 anos de idade.